# Wii Wheel

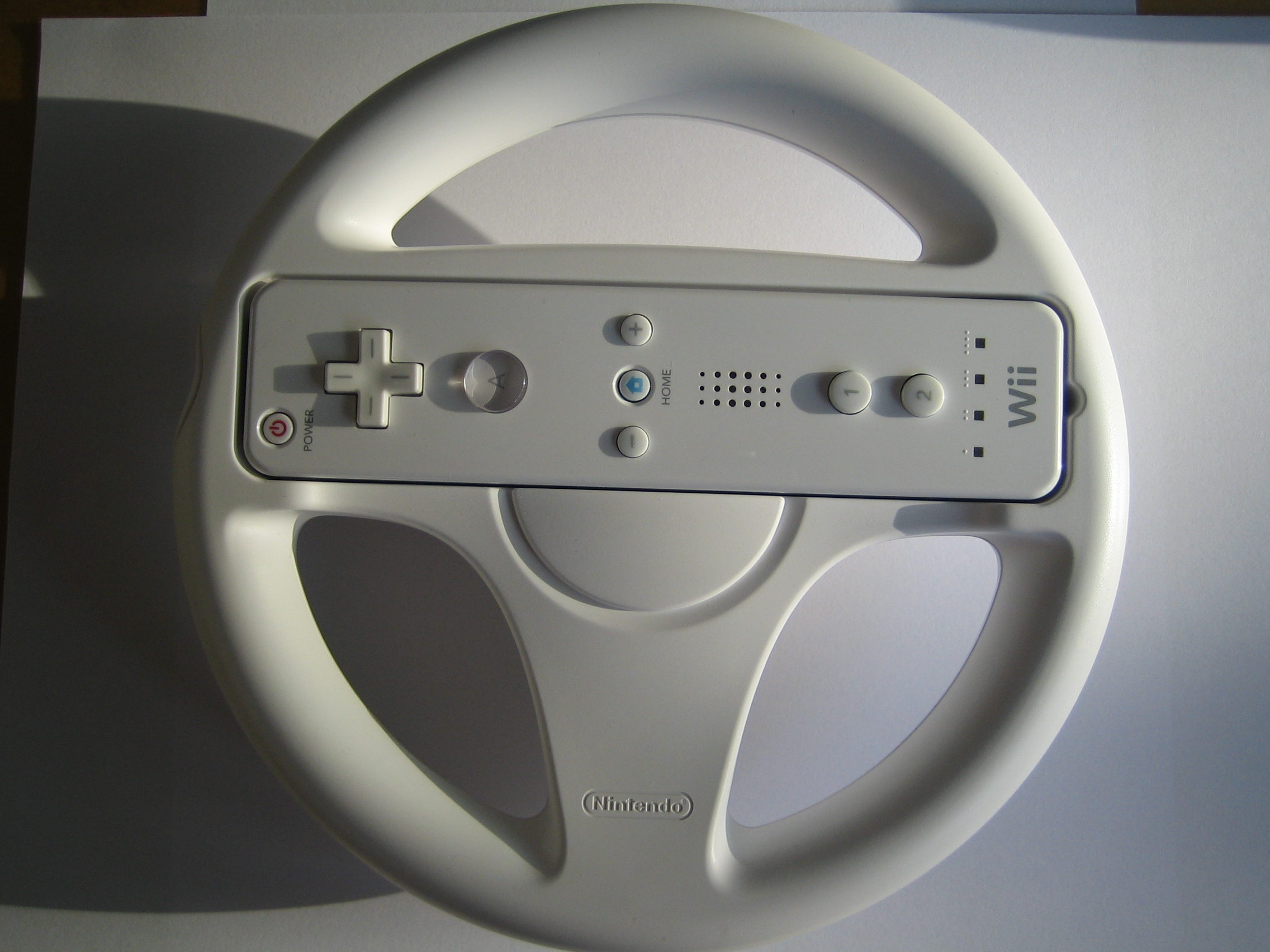
Het Wii Wheel met afstandsbediening

Het Wii Wheel is een klein stuurwieltje voor de Nintendo Wii. Men moet de Wii-afstandsbediening er eerst insteken voordat er gespeeld kan worden. Mario Kart Wii is het eerste spel dat gebruikmaakt van het Wii Wheel. Het stuurwiel wordt met het spel meegeleverd. Daarnaast kan het Wii Wheel los worden gekocht, zodat op elke controller een Wii Wheel kan worden geklikt om Mario Kart Wii met meerdere spelers te spelen. Als alternatief kan in dit geval ook met alleen een horizontaal gehouden Wii-afstandsbediening worden gespeeld.